# La Grande Maison
Cet article concerne le roman de Mohammed Dib. Pour le roman de Nicole Krauss, voir La Grande Maison (Nicole Krauss). Pour le film, voir La Grande Maison (film).
 (janvier 2020).
La Grande Maison est un roman de Mohammed Dib publié en 1952 aux éditions du Seuil. C'est le premier volet de la trilogie Algérie (qui comprend également L'Incendie et Le Métier à tisser).

## Résumé
L'histoire se déroule en Algérie en 1939, elle raconte la vie d'une famille nombreuse et très pauvre, le héros est un petit garçon d'une dizaine d'années qui ne mange pas tous les jours à sa faim. Omar et sa famille vivent dans une petite chambre à Dar Sbitar (une maison collective où s'entassent plusieurs familles qui partagent la cour, la cuisine et les toilettes).
Aïni, la mère, se tue au travail pour faire vivre sa famille, mais l'argent qu'elle gagne ne suffit même pas à acheter du pain. Devant les réclamations quotidiennes de ses enfants, la mère est désemparée. Elle maudit son défunt mari qui est parti se reposer en la laissant dans la misère. À tous ces malheurs venait se rajouter la grand-mère Mama (paralytique) abandonnée par ses enfants chez sa fille Aïni. C'est une autre bouche à nourrir.
Parmi tous les habitants misérables de Dar Sbitar se distingua Hamid Saraj, jeune homme cultivé et respectable comme le témoigne ce passage : "Mais elles témoignèrent à Hamid plus de respect encore, un respect nouveau, qu'elles ne comprenaient pas elles-mêmes, qui s'ajoutait à celui qu'elles devaient de naissance à tout homme." (p. 61). Il est donc le symbole de la révolte et de la prise de conscience (c'est un militant communiste). Son arrestation bouleversa les habitants de la modeste résidence.
Les cris de la sirène annonçant la guerre assembla les habitants de Tlemcen dans les rues. Ce spectacle émerveilla Omar et le projeta dans le futur : devenir un homme. Le roman se referme sur la famille réunie autour de la table pour le dîner. Le sourire de Omar offrira une lueur d'espoir d'un jour nouveau.

## Analyse du roman
Le Thème
Le thème omniprésent dans ce roman est la faim.  
Jadis Aïni parvenait à les calmer avec un stratagème: ils étaient encore bambins. A condition qu'elle eût un peu de charbon, le soir, elle faisait chauffer la marmite et la laissait bouillir. Aux enfants qui attendaient patiemment, elle disait de temps en temps: _ un peu de calme. ils poussaient de profonds soupirs résignés ; le temps passait. _ petits, ça sera prêt dans un instant. Un assoupissement invincible les terrassait, fondant du plomb sur leurs paupières. Ils s'endormaient,sombraient dans le sommeil, leur patience ne durant jamais longtemps. Dans la marmite, il n'y avait que de l'eau qui chauffait." ( p. 54)  
À l'époque de l'Algérie colonisée, la pauvreté et la faim consumaient les corps et les esprits. Dès le début du roman jusqu'à sa fin, il n'est question que de trouver un peu de pain pour calmer la faim. Ainsi le pain devient une fin en soi. Omar tout au long du roman ne cessa de penser au pain" si nous pouvions seulement avoir plus de pain, beaucoup de pain, songeait-il" (p. 144) "D'abord du pain. Autant qu'il était possible d'en avoir, ses rêves ne visaient pas plus haut." (p. 144)
Cette faim transforme les personnages. Aïni par exemple devient "inhumaine" même envers sa mère qu'elle brutalisa. Son comportement change grâce aux paniers remplis de légumes et de viande qu'avait ramenés le cousin Mustapha "Il y eut quelque chose de changé. Durant les jours qui suivirent, Aïni resta beaucoup plus longtemps auprès de grand-mère. Les deux femmes ne se disputèrent plus. Grand-mère cessa ses jérémiades. Aïni fut prévenante, la plus prévenante des femmes." (p. 153) Ainsi la nourriture a le pouvoir de métamorphoser la psychologie des humains.
Un roman réaliste
Le roman s'inscrit dans une lancée réaliste "chronique de la vie quotidienne du peuple de Tlemcen". L'auteur a le projet de donner à voir la réalité du colonisé pour favoriser la prise de conscience. Ce roman dramatique et social est une dénonciation de l'ordre établi. La trilogie Algérie représente l'engagement politique de Mohammed Dib. À travers ses romans l'écrivain conteste le roman colonial et introduit pour la première fois l'Algérien sur la scène romanesque, jusqu'ici exclu, et "lui restitua la parole qui lui avait été confisquée."

## Dib et l'écriture
Pourquoi écrire ? et surtout pourquoi le faire dans la langue de l'autre ?  
Nous pouvons trouver la réponse à ces questions dans les lignes suivantes : « J'écris surtout pour les Algériens et les Français. Pour essayer de faire comprendre à ceux-ci que l'Algérie et leur peuple font partie d'une même humanité, avec des problèmes communs, pour l'essentiel, et pour inviter ceux-là à s'examiner eux-mêmes sans pour cela leur donner un sentiment d'infériorité. Ils doivent se croire assez forts pour affronter certaines réalités. Mon ambition reste cependant d'intéresser n'importe quel lecteur. L'essentiel est le fonds d'humanité qui nous est commun, les choses qui nous différencient demeureront toujours secondaires." (L'Afrique littéraire et artistique, no 18, août 1971).
Il rajoute aussi dans Témoignage chrétien, 7 février 1958 : "Nous [écrivains algériens] cherchons à traduire avec fidélité la société qui nous entoure. Sans doute est-ce un peu plus qu'un témoignage. Car nous vivons le drame commun. Nous sommes acteurs de cette tragédie. [...] Plus précisément, il nous semble qu'un contrat nous lie à notre peuple. Nous pourrions nous intituler ses "écrivains publics". C'est vers lui que nous nous tournons d'abord. Nous cherchons à en saisir les structures et les situations particulières. puis nous nous retournons vers le monde pour témoigner de cette particularité, mais aussi pour marquer combien cette particularité s'inscrit dans l'universel. Les hommes sont à la fois semblables et différents : nous les décrivons différents pour qu'en eux vous reconnaissiez vos semblables."
Ainsi, l'écrivain a le devoir d'être réaliste, porte parole de son peuple il doit décrire pour dénoncer.

## Le thème de la  femme
Nous avons remarqué dans La grande maison de Mohammed Dib, la prédominance du personnage féminin tout au long du récit: Aïni, Fatima, Zoulikha, Menoune, Attyka, Zina, Zhor, etc.  Le roman montre que la femme est souvent méprisée comme le témoigne ce passage: "Une fille ne compte pour rien. On la nourrit. Quand elle devient pubère, il faut la surveiller de près. Elle est pire qu'un aspic, à cet âge-là. Elle vous fait des bêtises dès que vous tournez le dos. Ensuite il faut se saigner les veines pour lui constituer un trousseau, avant de s'en débarrasser." (p. 86). Paradoxalement, dans ce roman, la femme ne cesse de se surpasser et de s'octroyer une place dans la société notamment Aïni qui se lance dans le commerce et parcourt des kilomètres. Ainsi, nous pensons que la femme dans ce roman est symbole de toute une nation qui souffre. Elle représente une Algérie pauvre mais qui résiste.

## Réception de l'œuvre
L'œuvre a connu une réédition moins d'un mois après sa parution en 1952. Il est réimprimé une fois par an en moyenne.
Témoignage
Paul Siblot, témoigna ainsi après la lecture du roman :
"De cela l'enfant entré dans La Grande Maison ne savait rien. Mais la voix singulière, belle et sereine de Mohammed Dib m'avait ému, sa plume exacte m'avait ouvert un autre monde, et l'humaine chronique qu'elle en tenait me fit découvrir l'histoire si mal écrite des hommes."
Adaptation
La Grande Maison fut adapté à la télévision algérienne par le réalisateur Mustapha Badie en 1974, sous forme de feuilleton sous le titre de El Hariq (L’Incendie - l’adaptation comprend aussi les romans L’Incendie et Le Métier à tisser, qui composent avec La Grande Maison la trilogie Algérie) ). L'accueil du public était très enthousiaste.

## Sources
- Mohammed Dib, La Grande Maison, éditions du Seuil, 1996.
- Naget Khadda, Mohammed Dib, cette intempestive voix recluse, Édisud, 2003.
- Europe, revue littéraire mensuelle, Algérie, Littérature et Arts, « Mohammed Dib », Paris, bibliothèques éditions & les auteurs, 2003.
- Charles Bonn, Littérature maghrébine d'expression française, Edicef, 1996.